# مريول فضيلة

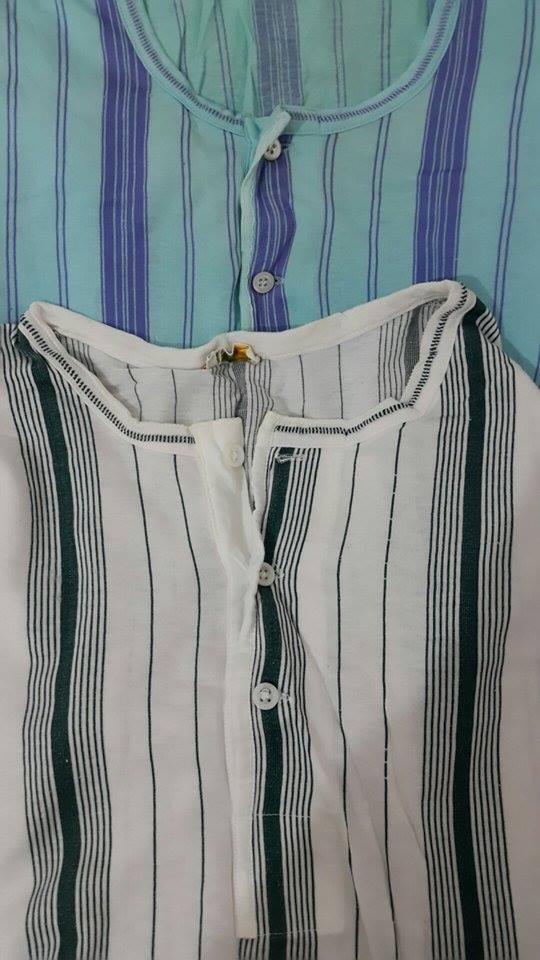
لباس تقليدي تونسي:

مريول فضيلة أو حورية من اللّباس التقليدي التونسي النّسائ وهو عبارة عن قميص يصنع من قماش قطني يخطط ويزين باللون الأزرق أو البنفسجي وهو باهض الثمن ولا يقع ارتداؤه إلا في المناسبات مع التخليلة الحمراء.